# I Don't Wanna Stop
«I Don't Wanna Stop» es el primer sencillo de Black Rain, el álbum editado en 2007 por Ozzy Osbourne. La canción es la primera que llega al número 1 en la lista Hot Mainstream Rock Tracks en la historia de Osbourne, como solista. En 2008 estuvo nominada al Premio Grammy en la categoría; Mejor interpretación de hard rock.
Para el video musical se convocó a los fanáticos de la banda la dirección del mismo mediante un concurso.
La canción aparece en los juegos Madden NFL 08 y Guitar Hero: On Tour y como entrada de una luchadora en la WWE.

## Créditos
- Ozzy Osbourne - voces
- Zakk Wylde - guitarra
- Rob "Blasko" Nicholson - bajo
- Mike Bordin - batería

## Posicionamiento en listas
| País           | Lista (2007)                | Posición |
| -------------- | --------------------------- | -------- |
| Canadá         | Canadian Hot 100            | 21       |
| Estados Unidos | Billboard Hot 100           | 61       |
| Estados Unidos | Pop 100                     | 54       |
| Estados Unidos | Hot Mainstream Rock Tracks  | 1        |
| Estados Unidos | Hot Digital Songs           | 52       |
| Reino Unido    | The Official Charts Company | 130      |
| Suecia         | Sverigetopplistan           | 58       |

| Anterior: «What I've Done» de Linkin Park | Mainstream Rock Tracks — Sencillo Nro 1 30 de junio de 2007 — 3 de agosto de 2007 | Siguiente: «Paralyzer» de Finger Eleven |